# Yasodharā
Treść tego artykułu może nie być zgodna z zasadami neutralnego punktu widzenia.
Dokładniejsze informacje o tym, co należy poprawić, być może znajdują się w dyskusji tego artykułu.
 Po wyeliminowaniu niedoskonałości należy usunąć szablon {{Dopracować}} z tego artykułu.
Yasodharā, Yashodharā (również: Rāhulamātā, Bhaddakaccā, Bimbādevī; ok. 560–482 p.n.e.) – księżna, córka króla Suppabuddha i Pamity, siostra Devadatty, żona Buddy Siakjamuniego.

## Życie
Była w tym samym wieku, co książę Siddhattha (Budda Siakjamuni). Pobrali się w wieku 16 lat. Yasodharā mając 29 lat, urodziła ich jedyne dziecko – chłopca imieniem Rahula. W dniu jego narodzin książę opuścił pałac, aby poszukiwać oświecenia. Kiedy Yasodharā zdała sobie z tego sprawę, oszalała ze smutku. Jedyną radością w jej życiu stał się jej nowo narodzony syn.
Kiedy dowiedziała się, że jej mąż został ascetą, próbowała go naśladować, nie nosząc biżuterii, chodząc w prostej żółtej szacie i jedząc tylko jeden posiłek dziennie.
Krewni przysyłali jej wiadomości, że mogłaby przejść na ich utrzymanie, jednak Yasodharā odrzuciła ich propozycje. Kilku książąt prosiło ją o rękę, jednak ona odmawiała. Przez sześć lat, podczas których Siddhartha poszukiwał oświecenia, uważnie śledziła bieg wydarzeń i czyniła podobnie.
Kiedy Budda odwiedził Kapilavastu, Yasodharā nie wyszła mu na spotkanie, myśląc: "Jeśli zdobył w ogóle jakąś cnotę, na pewno sam przyjdzie się ze mną spotkać". 
Pewnego dnia, po posiłku, Budda w asyście dwóch swoich głównych uczniów wszedł do komnaty Yasodhary i usiadł na przygotowanym dla niego siedzeniu. Słysząc o jego wizycie, Yasodharā natychmiast przybyła do niego i ściskając jego kostki oraz kładąc głowę na jego stopach, oddała mu cześć i wyraziła swoje uczucie i szacunek.
Jakiś czas po tym, jak jej syn Rahula został mnichem nowicjuszem, Yasodharā również wstąpiła do Zakonu Mnichów i Mniszek i osiągnęła stan Arahanta. Wśród kobiet-mniszek jest ważniejszą z dwóch, które zyskały nadnaturalne moce. Zmarła w wieku 78 lat, dwa lata przed Parinibbāną Buddy.

## Legendy
W wielu dżatakach Buddy Yashodharā spotyka go w poprzednim życiu, kiedy jako młody bramin Sumedha jest rozpoznany jako przyszły Budda przez ówczesnego Buddę Dīpankarę. 
Czekając w mieście Paduma na Dīpankarę, próbuje on kupić kwiatki jako ofiarę dla Oświeconego, jednak dowiaduje się, że król już wykupił wszystkie jako własną ofiarę. Kiedy Dipankara nadchodzi, Sumedha zauważa dziewczynę o imieniu Sumidha (lub Bhadra), trzymającą w rękach osiem kwiatów lotosu. Sumedha chce od niej kupić jeden kwiatek, jednak ona natychmiast rozpoznaje jego potencjał i daje mu pięć kwiatów w zamian za obietnicę, że w następnym życiu pobiorą się.